# Електрометалургійний завод у Садат-Сіті (Ezz)
Електрометалургійний завод у Садат-Сіті (Ezz) – єгипетське підприємство, яке входить до групи Ezz Steel (наразі найбільший в країні виробник в галузі чорної металургії).
Завод почав роботу в 1996 році. Його основними елементами є:
- електродугова піч продуктивністю 105 тон на годину, здатна щорічно виплавляти 850 тисяч тон сталі;
- машина безперервного виливу сортової заготовки;
- два прокатні стан сукупною продуктивністю 1 млн тон будівельної арматури на рік.
Електродугова піч розрахована на використання 80% заліза прямого відновлення (можливо відзначити, що Ezz Steel має два комібнати – у Александрії та Айн-Сохні, що випускають таку продукцію) і 20% брухту.